# Частотна маніпуляція
Частотна маніпуляція — один з видів частотної модуляції.

Приклад бінарної FSK

При частотній маніпуляції (ЧМн, англ. Frequency Shift Keying (FSK)) значенням «0» і «1» інформаційної послідовності відповідають певні частоти синусоїдального сигналу при незмінній амплітуді. Частотна маніпуляція вельми завадостійка, оскільки перешкоди телефонного каналу спотворюють в основному амплітуду, а не частоту сигналу. Однак при частотній маніпуляції неекономно витрачається ресурс смуги частот телефонного каналу. Тому цей вид модуляції застосовується в нешвидких протоколах, що дозволяють здійснювати зв'язок по каналах з низьким відношенням сигнал/шум.
Частотна маніпуляція з мінімальним зсувом (англ. Minimal Shift Keying (MSK)) є видом модуляції, при якому не відбувається стрибків фази і зміна частоти відбувається в моменти перетину несною нульового рівня. MSK унікальна тому що значення частот відповідних логічним «0» і «1» відрізняються на величину рівну половині швидкості передачі даних. Іншими словами, індекс модуляції дорівнює 0,5:
{\displaystyle m=\Delta f\cdot T,}
де {\displaystyle \Delta f=\mid f_{log.1}-f_{log.0}\mid }, {\displaystyle T} - тривалість біта.
Наприклад, при швидкості передачі 1200 біт/с MSK-сигнал буде сформований з коливань з частотами 1200 Гц і 1800 Гц відповідних логічним «0» і «1».
У телеграфуванні частотна маніпуляція — процес зміни частоти генератора відповідно до передавальних посилок.